# أراتيوتيو
أراتيوتيو (بالإنجليزية: Ara Tiotio)‏، في الميثولوجيا البولينيزية، هو رب الإعصار البولينيزي الذي يخافه البحارة والمعداوية (المسئول عن حركة المركب).